# صهبا
صهبا قرية سوريّة تتبع إداريّاً لمحافظة ريف دمشق منطقة مركز ريف دمشق ناحية المليحة، بلغ تعداد سكانها 1,111 نسمة حسب التعداد السكاني لعام 2004.